# 貴人韓氏
貴人韓氏（1500年—1575年），朝鮮中宗的後宮嬪御，本貫淸州韓氏，西原君韓恂與側室李氏之女，韓恂之姊為睿宗繼妃安順王后，因此韓氏是安順王后的姪女，但是因為她是庶出，所以沒有貴族的身分。

## 生平
韓氏生於燕山君6年，中宗9年（1514年）入宮，13年（1518年）受到中宗的寵幸，15年（1520年）封典贊，24年（1529年）進位尚宮，直到27年（1532年）才成為淑媛，35年（1540年）進封淑容。
中宗死後，按例出居宮外，到了明宗6年（1551年）進封淑儀，宣祖4年（1571年）進封昭儀，5年（1572年）進封貴人。宣祖8年1月，仁順王后病逝
，當時年邁多病的韓氏因為過於悲痛，導致病情惡化，於3月過世，享壽76歲（虛歲）。
她曾在中宗23年（1528年）生下一子，不過可惜的是王子早夭，無法順利長大成人。她也沒有其他子女，無子而終。

## 附註
1. ↑  《貴人韓氏墓誌銘》……父恂，靖國功臣知敦寧府事西原君，西原副室，礪山郡守李登全之女，以弘治庚申生貴人。……
2. ↑  《貴人韓氏墓誌銘》……正德甲戌，中宗大王之九年也，安順王后方享長樂之養。西原於后爲親弟，貴人以故得入侍，眷愛特殊。戊寅，命充後宮。庚辰，拜典贊。己丑，進尙宮。文定王后在中宮，講親蠶之禮，貴人侍，進退周旋甚善，內庭稱之。壬辰，進淑媛。庚子，進淑容。……
3. ↑  《貴人韓氏墓誌銘》……明宗大王之六年嘉靖辛亥，進淑儀。今上之四年隆慶辛未，進昭儀。自文定昇遐，以宮中明練故事。無如貴人，凡有禮擧，必咨焉。壬申，實膺貴人之命。……
4. ↑  《宣祖修正實錄》9卷，宣祖8年（1575年 / 乙亥年 / 明萬曆3年）1月2日（壬寅）
  - 初二日壬寅，懿聖王大妃薨。上謚曰仁順王后。后方嚴守禮，閫範甚飭，輔導今上，正始之助弘多。上誠孝尊奉，未嘗違忤。及薨，哀毁盡禮，中外感動焉。
5. ↑  《貴人韓氏墓誌銘》……癸酉冬，感疾，內賜藥餌調治，不效。萬曆甲戌春，仁順王后昇遐，聞訃悲慟，疾轉革，宣勸肉膳。三月戊申，遂不起，享年七十有六。……（這一段墓誌銘有誤，因為按照《宣祖實錄》的記載，仁順王后病逝於宣祖8年，也就是萬歷乙亥年。）
6. ↑  《貴人韓氏墓誌銘》……在嘉靖戊子，生王子，未睟而夭。……